# Hand on Your Heart
«Hand On Your Heart» es una canción interpretada por la cantante australiana Kylie Minogue, incluida en su segundo álbum de estudio Enjoy Yourself (1989). Fue publicado como el primer sencillo del disco el 24 de abril de 1989.

## Historia
La canción fue escrita y producida por Stock, Aitken and Waterman. La canción recibió críticas mixtas.
El sencillo llegó a la posición #4 en Australia y se convirtió en su tercer número uno en el Reino Unido. En Australia, el sencillo estuvo disponible en versiones limitadas de 7" y 12". En 2006, el sueco José González lanzó una versión acústica de "Hand on Your Heart" como sencillo. Su versión llegó a la posición #99 en las listas del RU.

## Video musical
"Hand On Your Heart" se destacó por su colorido video musical. Este fue dirigido por Chris Langman y se filmó en la ciudad natal de Minogue, Melbourne, Australia en marzo de 1989. En el video Kylie aparece bailando en una casa modernista. Vestida en un vesitdo vibrante rojo, amarillo y azul. Minogue anda de dormitorio en dormitorio, bailando alegremente para la cámara. Una versión en vivo del video fue lanzado, ambas versiones del video vienen en el recopilatorio de Minogu Greatest Hits 87-97 DVD.
También hubo una versión alternative de "Hand On Your Heart" que fue emitido en un programa de UK sin haber sido lanzado todavía.
El video musical del sencillo fue lanzado antes de que la canción fuera lanzada. El video fue un éxito, ganando significante Airplay en los canales de videos musicales. El video fue lanzado comercialmente en el DVD acompañante del recopilatorio Ultimate Kylie, lanzado en el 2004.

## Presentación en las listas de popularidad
El 24 de abril de 1989, "Hand On Your Heart" fue lanzado como sencillo en el Reino Unido. La canción se convirtió en la segunda canción de Kylie en debutar en la posición número dos de dicho país, antes de alcanzar la primera posición la semana siguiente. "Hand On Your Heart" también entró a las listas de Dance e Indie de tal nación.
La canción fue una de los primeros sencillos en conseguir el número uno en formato casete, al vender más de 2.000 copias la primera semana del lanzamiento. Esto habría sido suficiente para que Kylie entrara entrará en el número uno, algo que ninguna artista femenina había logrado en el momento, pero el casete no fue un formato elegible en ese entonces, significando que The Bangles quedaran en el #1 con su canción "Eternal Flame". Pero por esto las reglas fueron rápidamente cambiadas a que los sencillos casetes fueran permitidos.
Fuera del Reino Unido la canción fue también un éxito. Este llegó a la posición número cuatro en Australia y se convirtió en su quinto top 5 en las listas de los sencillos del país. Alcanzó el top 10 en Finlandia, Francia, Japón y Sudáfrica y top 20 en Alemania, Holanda, Nueva Zelanda y Suecia.

## Formatos
CD sencillo
1. «Hand On Your Heart» (The Great Aorta Mix) - 6:26
2. «Just Wanna Love You» - 3:34
3. «It's No Secret» (Extended) - 5:30

Casete sencillo
1. «Hand On Your Heart» - 3:51
2. «Just Wanna Love You» - 3:34
3. «Hand On Your Heart» (The Great Aorta Mix) - 6:26

7" sencillo
1. «Hand On Your Heart» - 3:51
2. «Just Wanna Love You» - 3:34

12" sencillo
1. «Hand On Your Heart» (The Great Aorta Mix) - 6:26
2. «Just Wanna Love You» - 3:34
3. «Hand On Your Heart» (Dub) - 5:33

UK 12" Remix
1. «Hand On Your Heart» (Heartache Mix) - 5:22
2. «Just Wanna Love You» - 3:34
3. «Hand On Your Heart» (Dub) - 05:33

iTunes Digital Paquete #1#"Hand On Your Heart" (Original)
1. «Hand On Your Heart» (The Great Aorta Mix)
2. «Hand On Your Heart» (Dub)
3. «Hand On Your Heart» (Video Mix)
4. «Hand On Your Heart» (7' Instrumental)
5. «Hand On Your Heart» (7' Backing Track)
6. «Just Wanna Love You» (Original)
7. «Just Wanna Love You» (Instrumental)
8. «Just Wanna Love You» (Backing Track)

iTunes Digital Paquete #2#"Hand On Your Heart" (The Heartache Remix)
1. «Hand On Your Heart» (Smokin' Remix)
2. «Hand On Your Heart» (WIP 2002 Remix)
3. «Hand On Your Heart» (WIP 2002 Instrumental)
4. «Hand On Your Heart» (WIP 2002 Backing Track)
5. «Hand On Your Heart» (WIP 2002 Radio)
6. «Hand On Your Heart» (WIP 2002 Radio Instrumental)
7. «Hand On Your Heart» (WIP 2002 Radio Backing Track)

## Presentaciones en vivo
- Disco in Dreams/The Hitman Roadshow
- Enjoy Yourself Tour
- Rhythm Of Love Tour
- Let's Get To It Tour
- On A Night Like This Tour
- Showgirl: The Greatest Hits Tour
- Showgirl: Homecoming Tour
- Kiss Me Once Tour

## Posicionamiento
| Listas (1989) | Máxima posición |
| ------------- | --------------- |
| Alemania      | 17              |
| Australia     | 4               |
| Austria       | 4               |
| Eslovenia     | 1               |
| Finlandia     | 2               |
| Francia       | 8               |
| Grecia        | 2               |
| Hong Hong     | 1               |
| Irlanda       | 1               |
| Israel        | 1               |
| Italia        | 6               |
| Japón         | 2               |
| Líbano        | 1               |
| Noruega       | 10              |
| Nueva Zelanda | 15              |
| Países Bajos  | 19              |
| Reino Unido   | 1               |
| Sudáfrica     | 3               |
| Suecia        | 17              |
| Suiza         | 6               |